# Serendipity (singel Mai Kuraki)
„Serendipity” – cyfrowy singel japońskiej piosenkarki Mai Kuraki, wydany 20 maja 2015 roku. Piosenka została wykorzystana w celu reklamy 40. rocznicy San'yō Shinkansen.
Piosenkarka nagrała utwór ponownie razem z zespołem Sensation, piosenka ukazała się 6 stycznia 2016 roku.

## Notowania
Wer. feat. Sensation
| Lista                          | Najwyższa pozycja |
| ------------------------------ | ----------------- |
| Recochoku Daily Singles Chart  | 1                 |
| Recochoku Weekly Singles Chart | 6                 |